# Hải lưu Labrador
Hải lưu Labrador là dòng hải lưu lạnh ở bắc Đại Tây Dương, nó chảy từ Bắc Băng Dương về phía nam dọc theo bờ biển Labrador và đi ngang qua Newfoundland, tiếp tục đi về phía nam dọc theo bờ biển phía đông của Nova Scotia. Nó là sự nối tiếp của các dòng hải lưu tây Greenland và hải lưu đảo Baffin.
Nó tiếp giáp với dòng hải lưu ấm Gơn strim (the Gulf Stream) ở Grand Banks phía đông nam của Newfoundland. Tổ hợp của hai dòng hải lưu này tạo ra hiện tượng sương mù nặng và cũng tạo ra một trong những khu vực nhiều cá nhất trên thế giới.
Trong mùa xuân và đầu mùa hè, hải lưu này vận chuyển các núi băng trôi từ các dòng sông băng ở Greenland về phía nam vào trong tuyến hàng hải xuyên Đại Tây Dương.
Các luồng nước lạnh của hải lưu Labrador có hiệu ứng lạnh rõ nét đối với khí hậu của các tỉnh phía Đại Tây Dương của Canada và phần bờ biển của New England. Điều này có thể thấy rất rõ trong một thực tế là giới hạn phía bắc của sự phát triển của thực vật có thể tới 15 ° xa hơn về phía nam so với Siberia, châu Âu hay các tỉnh phía tây của Canada.